# Distretto di Susapaya
Il distretto di Susapaya è un distretto del Perù, facente parte della provincia di Tarata, nella regione di Tacna.